# Росен Колев
Росен Росенов Колев е български футболист, защитник, състезател на Хонконгския Пегасъс. Колев е бивш юношески и младежки национал.

## Кратка биография
Роден е на 4 юли 1990 в София.
Играе на поста централен защитник. Колев е юноша на ЦСКА, капитан на набор 1990 и дублиращия отбор.
През сезон 2007 г. печели награда за най-добър защитник при 1 година по-големите на турнира „Юлиан Манзаров“. Няколко месеца преди това изкарва успешни проби в английския Рединг, но от ЦСКА искат прекалено голяма трансферна сума за едва 17-годишния Колев и до сделка не се стига. Определян е като един от най-големите таланти в България.
Подписва първи професионален договор с ЦСКА през 2008 г. През сезон 2008/09 играе за дубъла на ЦСКА, където също е капитан. Попада в групата на първия отбор за мачове от турнира Лига Европа и А група при тогавашния селекционер Любослав Пенев, но така и не получава шанс за изява. Вместо това от януари 2010 г., след смяната на Любослав Пенев, е преотстъпен на ПФК Бдин (Видин) за 6 месеца, където след едва две срещи във Видин чупи крак и е извън терена до края на сезона.
Възстановява се за новия сезон, но наставникът на ПФК ЦСКА (София) – Павел Дочев решава, че няма нужда от младока. Защитникът и ПФК ЦСКА (София) разтрогват договора по взаимно съгласие. Тогава Колев спира с активния футбол за кратък период от време.
Два месеца по-късно се озовава във втородивизионния ПФК Ком-Миньор (Берковица), където се възползва по най-добрия начин. Изиграва 17 мача, в които отбелязва 4 гола, а отборът му цели 8 мача не допуска гол. Снажният бранител е с основна заслуга и резултатите не закъсняват.

### Черно море (Варна)
През февруари 2011 г. подписва договор с ПФК Черно море (Варна) за 3 години.
Дебютира за отбора в мач срещу Локомотив Пловдив във втория кръг на шампионата. Първият си гол в А група, централният защитник отбелязва едва в петия си мач от елита – Славия 0 – 1 Черно море. Бързо се превръща в твърд титуляр в отбраната и при варненци, и в младежкия национален отбор. Отново са му необходими само пет мача, за да открие головата си сметка – Австрия – България 0:2 (еврокфалификация).
Трансферната му цена през 2012 г. е 350 000 евро.

### Ботев Пловдив
На 11 юли 2014 г. Росен Колев подписва двугодишен договор с Ботев (Пловдив). Прави дебют за отбора в А група на 20 юни при победата над Локомотив София с 1:0. На терена е и в мачовете на „канарчетата“ за важните двубои в турнира Лига Европа.